# Brea Bee
Brea Bee (* 15. Februar 1975 in Philadelphia, Pennsylvania) ist eine US-amerikanische Schauspielerin.

## Leben
Bee wurde am 15. Februar 1975 in Philadelphia geboren. Sie wuchs im Nordosten der Stadt auf und besuchte gemeinsam mit Adam F. Goldberg die High School. Aufgrund dessen Erfahrungen, schuf er später die Fernsehserie Die Goldbergs. Sie machte ihren Bachelor-Abschluss an der Boston Conservatory at Berklee im Fach Musiktheater.
Ab Beginn des 21. Jahrhunderts begann Bee in Kurzfilmproduktionen mitzuspielen. 2003 gab sie in Death by Association ihr Filmschauspieldebüt. Es folgte unter anderen eine Episodenrolle in der Fernsehserie Die Straßen von Philadelphia. 2009 war sie im Film Dare – Hab’ keine Angst. Tu’s einfach! in der Rolle der Mel Drake zu sehen. 2012 stellte sie im Film Silver Linings die Rolle der Nikki dar. 2017 stellte sie in der Fernsehserie General Hospital die wiederkehrende Rolle der Sharon Grant dar. Im selben Jahr wirkte sie in einer Episode der Fernsehserie Die Goldbergs in der Rolle der Mrs. Vanica mit. Später trat sie erneut in der Fernsehserie in der Rolle der Vicki Bee in Erscheinung, dessen Filmtochter im richtigen Leben auf die damalige Brea Bee basiert. 2022 stellte sie im Western Hostile Territory – Durch feindliches Gebiet die Rolle der Sarah dar. Es folgten Episodenrollen in Navy CIS, CSI: Vegas und 9-1-1.

## Filmografie (Auswahl)
- 2000: Mortality (Kurzfilm)
- 2002: A Mind’s Eye (Kurzfilm)
- 2003: Death by Association
- 2004: Die Straßen von Philadelphia (Hack, Fernsehserie, Episode 2x15)
- 2004: Invisible Mountains
- 2004: Things That Go Bump in the Night (Kurzfilm)
- 2004: Billville (Kurzfilm)
- 2007: Our Summer Movie
- 2009: Mortal Sin
- 2009: Dare – Hab’ keine Angst. Tu’s einfach! (Dare)
- 2009: Bleeder (Fernsehserie, 2 Episoden)
- 2009: Eye of the Tiger; Thrill of the Fight
- 2010: Lebanon, Pa.
- 2010: The Quiet Ones
- 2010: Asphalt Heart (Kurzfilm)
- 2010: The Best and the Brightest – Schulstart mit Hindernissen (The Best and the Brightest)
- 2010: Booley
- 2010: 2012 (Kurzfilm)
- 2011: The Destruction Room
- 2011: Kodachrome
- 2012: Breaking In (Fernsehserie, Episode 2x02)
- 2012: Silver Linings (Silver Linings Playbook)
- 2012: Backwards
- 2012: General Hospital (Fernsehserie, Episode 1x12568)
- 2014: Winky Face (Kurzfilm)
- 2015: The Other Brother (Kurzfilm)
- 2015: Harmony (Kurzfilm)
- 2016: Grey’s Anatomy (Fernsehserie, Episode 12x20)
- 2016: Navy CIS: L.A. (NCIS: Los Angeles, Fernsehserie, Episode 8x11)
- 2016: Danny Boy (Kurzfilm)
- 2017: Zeit der Sehnsucht (Days of Our Lives, Fernsehserie, Episode 1x13003)
- 2017: Miscast (Kurzfilm)
- 2017: General Hospital (Fernsehserie, 3 Episoden)
- 2017: Die Goldbergs (The Goldbergs, Fernsehserie, Episode 4x14)
- 2018: Racing Colt
- 2018: Um Gnade musst Du flehen (Any Bullet Will Do)
- 2018: Criminal Minds (Fernsehserie, Episode 14x09)
- 2019: The Great Alaskan Race – Helden auf vier Pfoten (The Great Alaskan Race)
- 2019: For the People (Fernsehserie, Episode 2x08)
- 2019: Le Mans 66 – Gegen jede Chance (Ford v Ferrari)
- 2019: Leicht wie eine Feder (Light as a Feather, Fernsehserie, 4 Episoden)
- 2020: Hollywood (Miniserie, Episode 1x01)
- 2020–2021: Die Goldbergs (The Goldbergs, Fernsehserie, 2 Episoden)
- 2022: Hostile Territory – Durch feindliches Gebiet (Hostile Territory)
- 2022: Navy CIS (NCIS, Fernsehserie, Episode 19x19)
- 2023: Lucy’s Last Song (Kurzfilm)
- 2023: CSI: Vegas (CSI: Crime Scene Investigation, Fernsehserie, Episode 2x19)
- 2024: 9-1-1 (Fernsehserie, Episode 7x06)